# Pierre Sérandour
 (juin 2024).
Pour les articles homonymes, voir Sérandour.
Pierre Marie François Sérandour, né le 3 décembre 1908 à Plussulien (Côtes-du-Nord) et mort le 29 juillet 2008 à Paris 3e, est un résistant et homme politique français.

## Biographie
Il est le fils d'un notable politique local, Pierre François Marie Sérandour, maire de Plussulien de 1914 à 1944, conseiller général de 1922 à 1940 et député des Côtes-du-Nord de 1924 à 1928.
Il fait des études de notariat et est clerc de notaire en 1936. Élu député, en 1936 dans la circonscription autrefois détenue par son père et avec le soutien d'André Lorgeré, ancien maire de Guingamp. Bien que très jeune,  il n'est pas le benjamin de l'Assemblée du Front populaire : François Tanguy-Prigent est plus jeune que lui. Il en sera aussi le dernier survivant. Franc-maçon, il siège au groupe radical où il se rapproche de Pierre Mendès-France.
Le 10 juillet 1940, il a voté  les pleins pouvoirs constituants à Philippe Pétain.
Résistant de la première heure, il rejoint Londres dès 1940 avant de mettre en place un réseau local, appelé réseau Mabro (qui sera rattaché plus tard à la centrale du BCRA Praxitèle, ce qui lui fera porter le nom de Mabro-Praxitèle), sous le pseudonyme de Colonel Praxitèle.
Deuxième sur la liste radicale menée par René Pleven lors des législatives d'octobre 1945, Pierre Sérandour n'est pas élu. En 1956, il mène la liste du parti radical et du "front républicain" dans les Côtes-du-Nord, mais n'obtient qu'un peu plus de 6 % des voix. Toujours soutien indéfectible de Mendès, il prend la tête du petit groupe local du Comité d'action démocratique après l'exclusion de ce dernier du parti radical, puis rejoint le PSA et le PSU.
Après une dernière candidature lors des législatives de 1962, où il n'obtient que 5 % des voix, il se retire de la vie politique locale.
A sa mort le 29 juillet 2008, il était le dernier député de la Troisième République encore en vie, le dernier député survivant ayant pris part au Vote des pleins pouvoirs à Philippe Pétain et le dernier député ayant voté pour.